# Jersey Village
Jersey Village – miasto w Stanach Zjednoczonych, w stanie Teksas, w hrabstwie Harris, na przedmieściach Houston.

## Demografia
Według przeprowadzonego przez United States Census Bureau spisu powszechnego w 2010 miasto liczyło 7 620 mieszkańców, co oznacza wzrost o 1007,6% w porównaniu do roku 2000. Natomiast skład etniczny w mieście wyglądał następująco: Biali 76,3%, Afroamerykanie 8,3%, Azjaci 8,7%, pozostali 6,7%. Kobiety stanowiły 51,1% populacji.